# Populus petrowskiana
Populus petrowskiana är en videväxtart som beskrevs av Schroed. och Leopold Dippel. Populus petrowskiana ingår i släktet popplar, och familjen videväxter. Inga underarter finns listade i Catalogue of Life.